# Heckler & Koch HK416
HK416 je útočná puška vyráběná německou firmou Heckler & Koch, kterou používá řada ozbrojených složek po celém světě. Je také ve výzbroji většiny elitních komand. Často bývá zaměňována s americkou puškou M16/M4.
Je to velice kompaktní a dobře skladná a přenosná zbraň, čemuž napomáhá její polohovatelná pažba. Byla hlavní zbraní použitou jednotkami Navy SEALs v operaci Neptune Spear při které byl zabit Usáma bin Ládin ve svém úkrytu v Abbottábádu v Pákistánu.

## Verze
Puška HK416 má mnoho verzí, které se ale liší pouze délkou hlavně, a to 10", 14,5", 16,5" a odstřelovací verze s 20" hlavní.

## Munice
Zbraň používá standardní munici NATO cal. 5,56 mm × 45mm zásobník má na 20/30 ran. Existují ale i zásobníky na 50 ran a dvojitý bubnový na 100 ran.

## Konstrukce
Ačkoli puška je vzhledem velmi podobná puškám řady M16 a podobně jako ony pracuje na principu odběru plynů z hlavně, na rozdíl od nich ale nepoužívá ke své funkci přímé působení spalin na závěr. Místo toho je síla plynů na závěr přenášena pomocí pístu s krátkým zdvihem, podobně jako u československého samopalu vz. 58 nebo německé útočné pušky Heckler & Koch G36.
Zbraň je opatřená lištami pro uchycení dodatečného příslušenství jako je například optika, foregrip, svítilna, laser nebo granátomet. Na rozdíl od M16/M4 jsou předpažbí a horní rám (upper receiver) vyrobeny jako jeden díl a lišty pro uchycení příslušenství jsou tedy delší, nepřerušené a není možný jejich vzájemný pohyb. Spodní rám zbraně (lower receiver) pochází z již zmíněné M16/M4.